# Salmo 4
O Salmo 4 é o quarto salmo do Livro dos Salmos, que na versão em Português, traduzida por João Ferreira de Almeida e disponível em domínio público, se inicia com o versículo: "Responde-me quando eu clamar, ó Deus da minha justiça! Na angústia me deste largueza; tem misericórdia de mim e ouve a minha oração". Em latim, é conhecido como "Cum invocarem". O salmo é tradicionalmente atribuído a Davi, mas sua autoria não é aceita pelos estudiosos modernos. A mensagem do salmo é que as vitórias dos pecadores são apenas temporárias e que somente o arrependimento pode trazer a verdadeira felicidade.

## Texto

### Versão da Bíblia hebraica
Texto na língua hebraica do Salmo 4:
| Versículo | Hebraico                                                          |
| --------- | ----------------------------------------------------------------- |
| 1         | . לַמְנַצֵּחַ בִּנְגִינוֹת, מִזְמוֹר לְדָוִד                                       |
| 2         | . בְּקָרְאִי, עֲנֵנִי אֱלֹהֵי צִדְקִי--בַּצָּר, הִרְחַבְתָּ לִּי; חָנֵּנִי, וּשְׁמַע תְּפִלָּתִי          |
| 3         | . בְּנֵי אִישׁ, עַד-מֶה כְבוֹדִי לִכְלִמָּה--תֶּאֱהָבוּן רִיק; תְּבַקְשׁוּ כָזָב סֶלָה           |
| 4         | . וּדְעוּ--כִּי-הִפְלָה יְהוָה, חָסִיד לוֹ; יְהוָה יִשְׁמַע, בְּקָרְאִי אֵלָיו              |
| 5         | . רִגְזוּ, וְאַל-תֶּחֱטָאוּ: אִמְרוּ בִלְבַבְכֶם, עַל-מִשְׁכַּבְכֶם; וְדֹמּוּ סֶלָה               |
| 6         | . זִבְחוּ זִבְחֵי-צֶדֶק; וּבִטְחוּ, אֶל-יְהוָה                                   |
| 7         | . רַבִּים אֹמְרִים, מִי-יַרְאֵנוּ-טוֹב: נְסָה עָלֵינוּ, אוֹר פָּנֶיךָ נֶיךָ אָלֵינוּ         |
| 8         | . נָתַתָּה שִׂמְחָה בְלִבִּי; מֵעֵת דְּגָנָם וְתִירוֹשָׁם רָבּוּ                            |
| 9         | . בְּשָׁלוֹם יַחְדָּו, אֶשְׁכְּבָה וְאִישָׁן: כִּי-אַתָּה יְהוָה לְבָדוָה לְבָדוָה; לָבֶטַח, תּוֹשִׁיבֵנִי |

### Versão João Ferreira de Almeida Recebida
Texto na língua Portuguesa do Salmo 4:
1. Responde-me quando eu clamar, ó Deus da minha justiça! Na angústia me deste largueza; tem misericórdia de mim e ouve a minha oração.
2. Filhos dos homens, até quando convertereis a minha glória em infâmia? Até quando amareis a vaidade e buscareis a mentira?
3. Sabei que o Senhor separou para si aquele que é piedoso; o Senhor me ouve quando eu clamo a ele.
4. Irai-vos e não pequeis; consultai com o vosso coração em vosso leito, e calai-vos.
5. Oferecei sacrifícios de justiça, e confiai no Senhor.
6. Muitos dizem: Quem nos mostrará o bem? Levanta, Senhor, sobre nós a luz do teu rosto.
7. Puseste no meu coração mais alegria do que a deles no tempo em que se lhes multiplicam o trigo e o vinho.
8. Em paz me deitarei e dormirei, porque só tu, Senhor, me fazes habitar em segurança.

## Contexto
O Salmo 4 é tradicionalmente atribuído a Davi, mas sua autoria não é totalmente aceita por estudiosos modernos. O título em Latim do salmo é Cum invocarem.
O texto do salmo se trata de uma reflexão de Davi falando a todos os pecadores enquanto se dirigia a Absalão. A mensagem do salmo é que as vitórias dos pecadores são apenas temporárias e sem sentido, e que somente o arrependimento pode trazer a verdadeira felicidade. É um pedido a Deus por libertação das angústias passadas. 

## Usos

### Novo Testamento
- O versículo 4 é citado em Efésios 4:26.[13]